# Castle Bromwich Hall

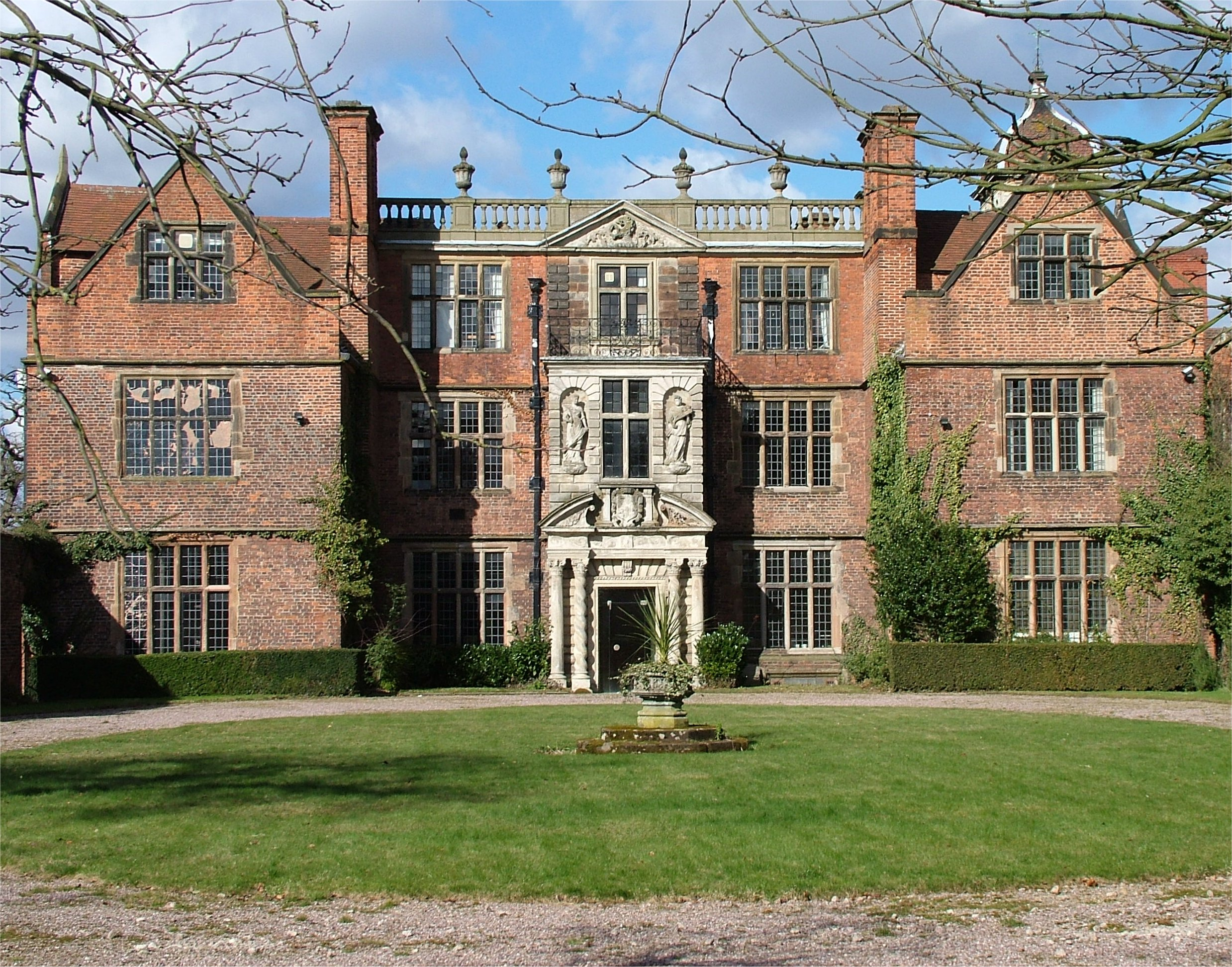
Castle Bromwich Hall (März 2006)

Castle Bromwich Hall ist ein Landhaus im jakobinischen Stil im Dorf Castle Bromwich im nördlichen Teil des Metropolitan Borough of Solihull in den englischen West Midlands. English Heritage hat das Herrenhaus als historisches Gebäude I. Grades gelistet.

## Geschichte

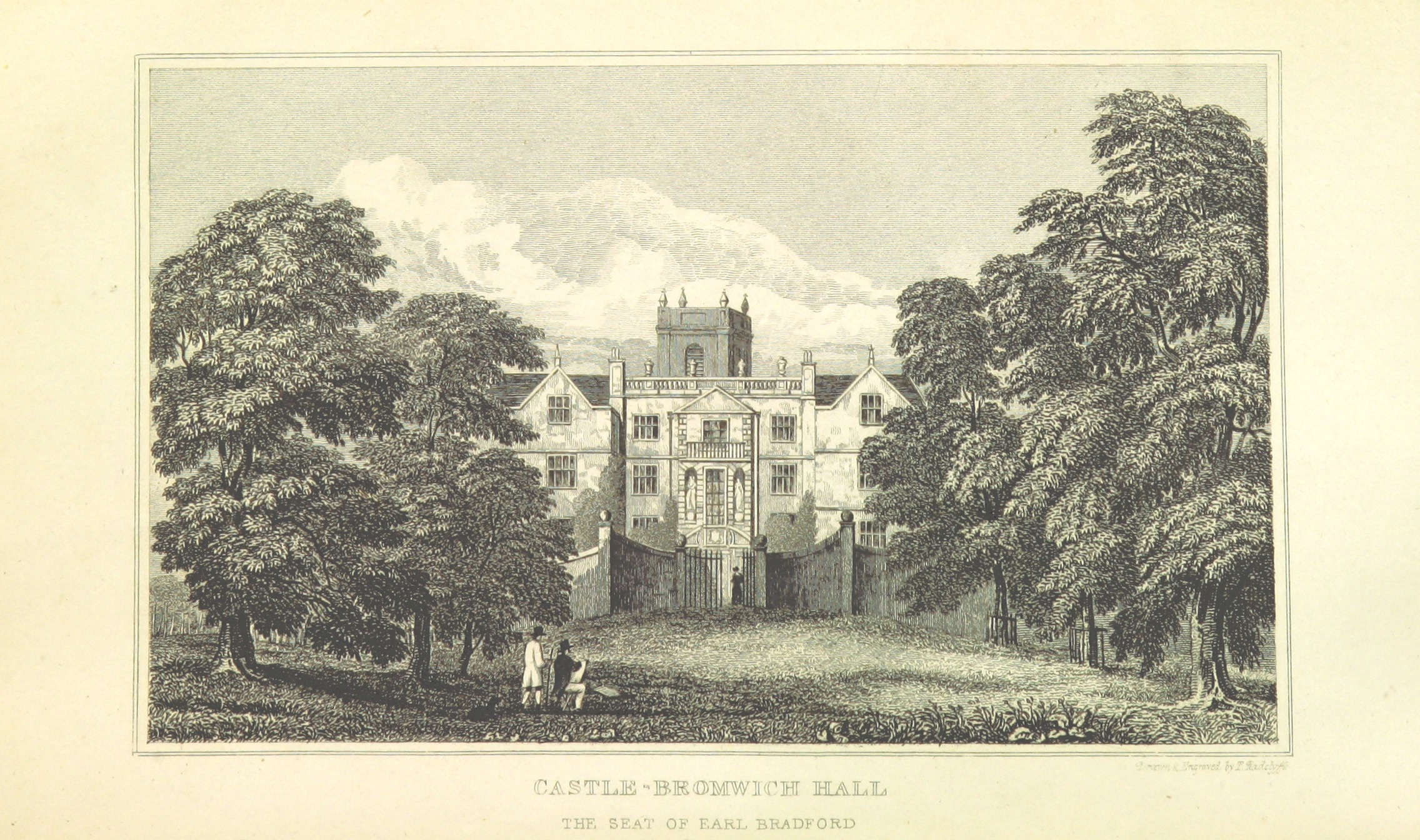
Zeichnung des Landhauses aus dem 1809 veröffentlichten Buch A History of Birmingham von William Hutton

Castle Bromwich Hall wurde zwischen 1557 und 1585 Sir Edward Devereux, Mitglied des House of Commons für Tamworth in Staffordshire, errichtet. 1657 wurde das Herrenhaus von Sir John Bridgeman erworben. Er ließ das Anwesen 1672 erweitern und restaurieren, indem er ein zweites Stockwerk aufbauen und eine große Frontterrasse anbauen ließ. Die Terrasse reichte vom Hauptgebäude aus 3 Meter nach vorne. Oberhalb der gebrochenen, grauen Steinsäulen der Terrasse wurden zwei Figuren in Nischen eingelassen, die Peace und Plenty (dt.: Frieden und Überfluss) genannt wurden. Das Wappen und das Monogramm von Sir John wurde über dem Eingang in Stein geschnitten.
Die Bridgemans wurden 1792 zu Baronen Bradford erhoben und 1851 zu Earls of Bradford. Eine Heirat brachte Weston Park in ihren Besitz, wonach Castle Bromwich Hall öfters verpachtet wurde.

## Ausstattung

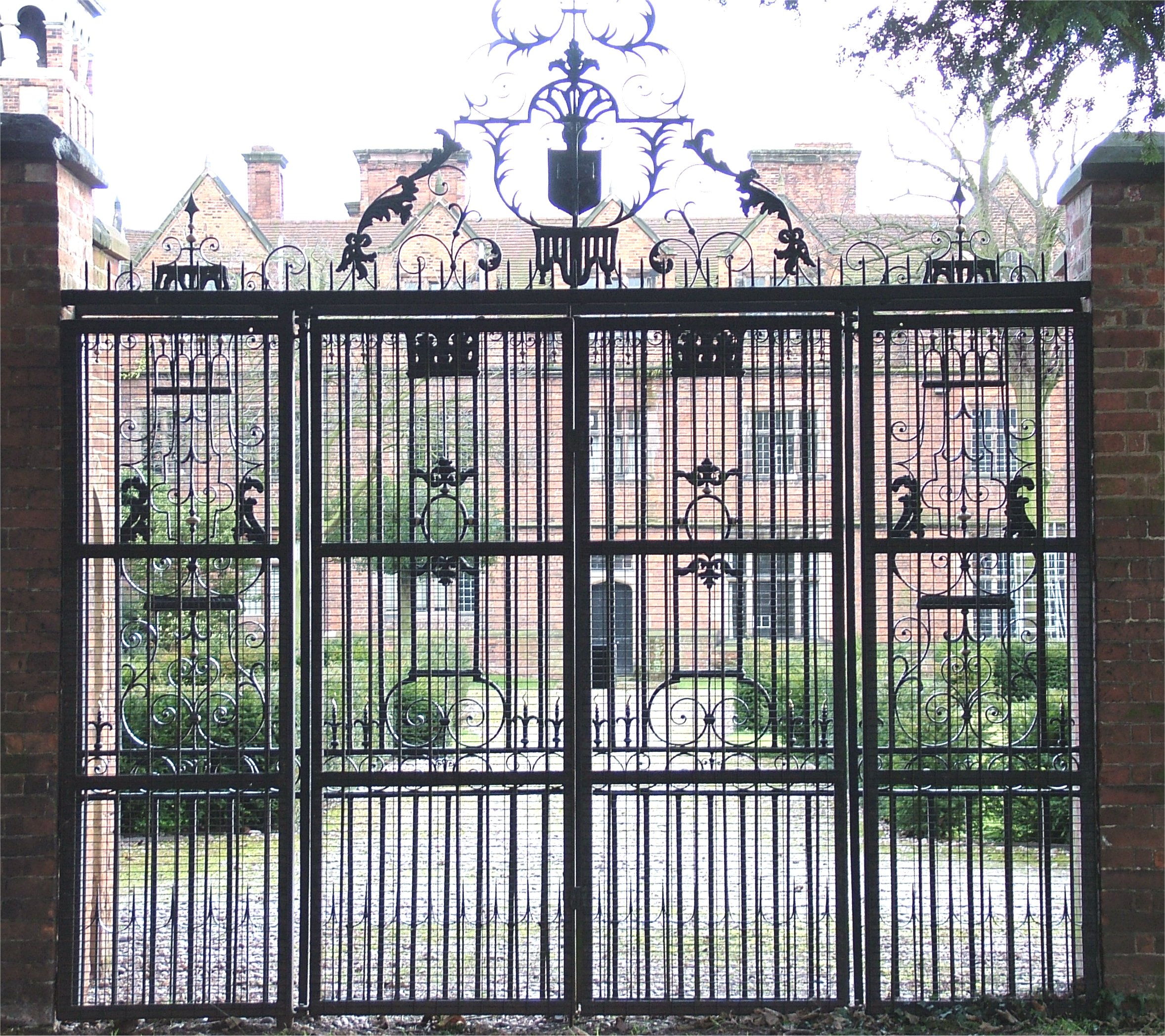
Castle Bromwich Hall durch das schmiedeeiserne Einfahrtstor

Castle Bromwich Hall ist berühmt dafür, zwölf Fenster (eines für jeden Apostel) zu besitzen und vier Dachgauben darüber (eine für jeden Evangelisten). Der Garteneingang führte durch einen Weinstock, der immer in Kreuzform zugeschnitten wurde. Die Eingangshalle und die Galerie hatten Verkleidungen aus dunklem Eichenholz und das Speisezimmer solche aus Pech-Kiefer aus den USA. Die Decken waren mit Malereien von Früchten und Muscheln verziert. 1810 wurde ein dreiteiliger Wandteppich, der in Brüssel hergestellt worden war, im Salon aufgehängt. Eines der Fenster in der Galerie trug das Wappen von Sir Edward Devereux und seiner Frau Katherine. Es gab viele Geheimgänge und Verstecke. In die hohe Gartenmauer eingebaut gab es Kaltwasser-Freibad aus dem Jahre 1733. Das Gartenlabyrinth mit 1,8 Meter hohen Stechpalmenhecken war eine genaue Kopie desjenigen beim Hampton Court Palace. Der Nordgarten besitzt doppelte schmiedeeiserne Tore, die zum angrenzenden Kirchengarten führen.

## Familie
Über die Jahre hatte Castle Bromwich Hall viele berühmte Besucher, wie z. B. den Duke of Connaught and Strathearn, den Herzog und die Herzogin von Teck, den Herzog und die Herzogin von York, den Prinzen und die Prinzessin Christian, Queen Mary und William Gladstone.
Das letzte Familienmitglied, das in Castle Bromwich Hall bis zu ihrem Tod 1936 lebte, war ‘’Lady Ida Bradford’’. Sie liebte das Landhaus und das Dorf, hielt Gartenfeste auf dem Anwesen ab und mischte sich unter die Dorfbevölkerung.

## Gegenwart

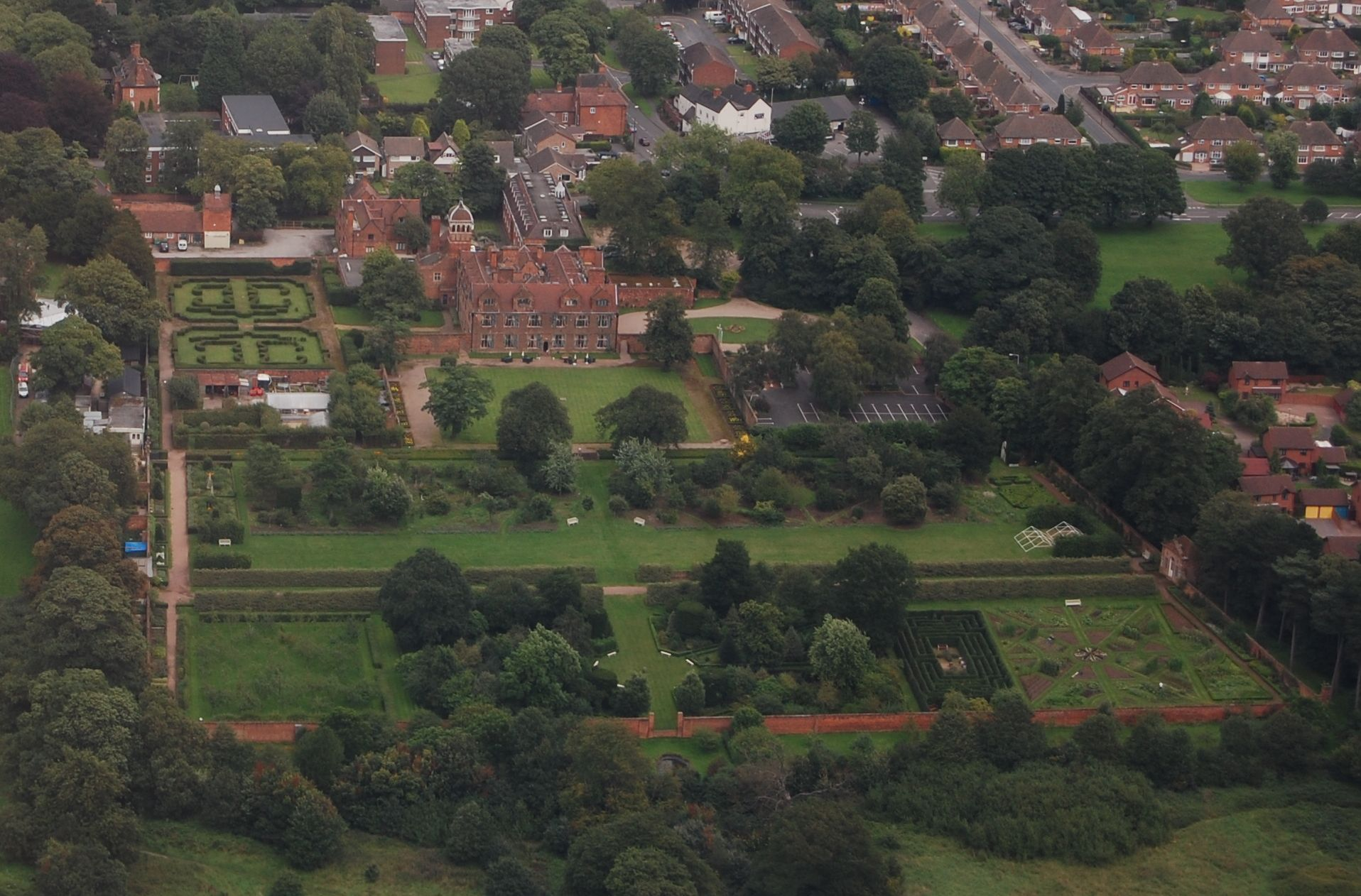
Luftbild von Gärten und Landhaus (August 2012)

Im Zweiten Weltkrieg diente das Herrenhaus als Lagerraum. Nach dem Kriege wurde es als Lehrlingsausbildungszentrum an die General Electric Company verpachtet und dann als Büro für ein Baugeschäft genutzt, während die Gebäude auf dem Anwesen an andere kleine Firmen verpachtet wurden.
Im Jahre 2007 wurde das Anwesen an Theodore Alexander, einen Möbeldesigner und Möbelfabrikanten, verkauft, der das Landhaus renovieren und 2008 seine Ausstellung für Europa dort eröffnen wollte. Aber 2009 wurde Castle Bromwich Hall vom Makler Knight Frank wieder zum Verkauf angeboten, und zwar für einen Preis von £ 5 Mio. Das Anwesen wurde dann für £ 1,75 Mio. Verkauft, grundlegend restauriert und im Oktober 2011 als Hotel eröffnet.
Heute ist Castle Bromwich Hall gewöhnlich nur für Hotelgäste zugänglich. Die umgebenden Gärten sind eines der letzten Beispiele formeller englischer Gärten im Land und wurden vom 1985 gegründeten Castle Bromwich Hall Gardens Trust, der diese Gärten von der Stadt Birmingham auf lange Zeit gepachtet hat, restauriert. Die Gärten sind eine beliebte Touristenattraktion und für die Öffentlichkeit zugänglich.
Das Landschaftsschutzgebiet Castle Bromwich hat sein Zentrum im Herrenhaus.